# قائمة مستشفيات ليبيا

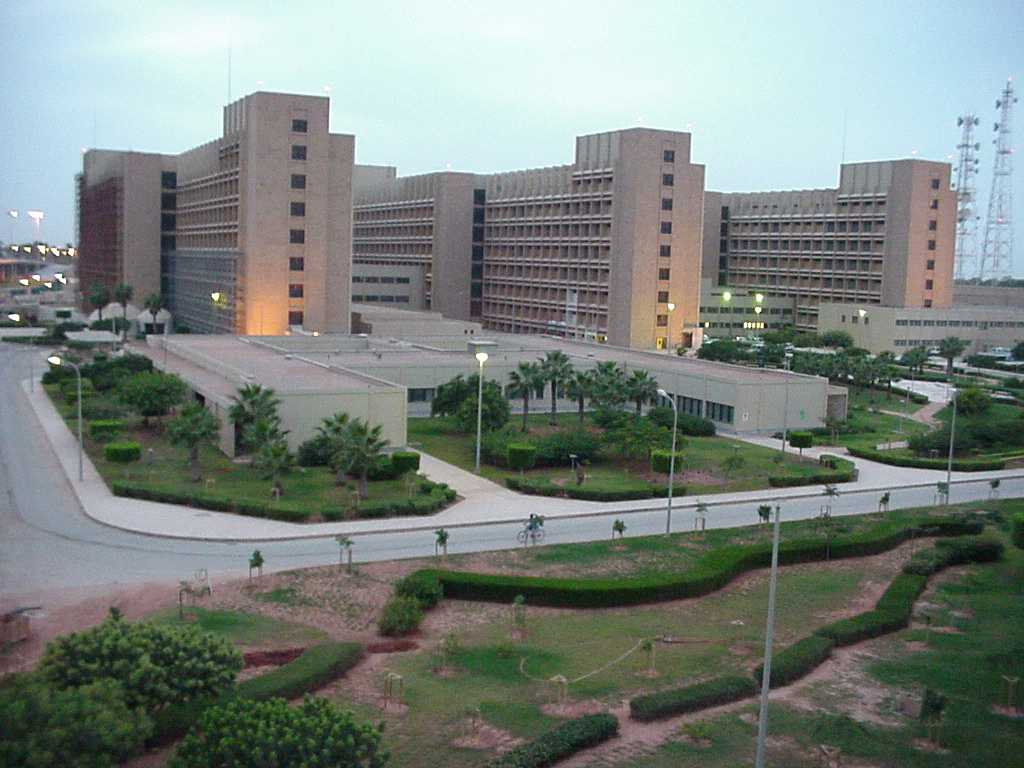
مركز بنغازي الطبي

المستشفى(الجمع: مُسْتَشْفَيَات) مؤسسة للرعاية الصحية توفر العلاج للمرضى من قبل طاقم طبي وتمريض متخصص ومعدات طبية.

## قائمة مستشفيات ليبيا
تحتوي هذه القائمة على أسماء مستشفيات في ليبيا.
- مركز بنغازي الطبي
- مستشفى بنغازي للأطفال
- مركز طرابلس الطبي
- مستشفى طرابلس المركزي
- مستشفى طرابلس للعيون
- مستشفى مصراتة المركزي
- مستشفى اندير {مغلق منذ 2011}